# Ben Carter (baloncestista)
Ben Joshua Carter (nacido el 22 de agosto de 1994 en Las Vegas, Nevada, Estados Unidos) es un jugador de baloncesto estadounidense con nacionalidad israelí que pertenece a la plantilla del Hapoel Eilat B.C. de la Ligat ha'Al israelí. Con 2,06 metros de estatura, juega en la posición de ala-pívot.

## Trayectoria deportiva
Carter asistió a la escuela secundaria Bishop Gorman en Las Vegas. En 2012, ingresó en la Universidad de Oregón donde jugó durante dos temporadas con los Oregon Ducks desde 2012 a 2014.
En 2014, Carter fue transferido a Universidad de Nevada, Las Vegas y tras un año en blanco, formaría parte durante la temporada 2015-16 de los UNLV Runnin' Rebels, donde obtuvo su licenciatura. Carter promedió 8.6 puntos y seis rebotes en su primer y único año en la Universidad de Nevada, Las Vegas. 
En verano de 2016, Carter fue transferido a la Universidad Estatal de Míchigan en la que estuvo dos temporadas jugando para los Michigan State Spartans. Se perdería toda la temporada 2016-17 después de sufrir su segunda lesión en la rodilla izquierda en nueve meses, y promedió 0.7 puntos y 1.2 rebotes en 7.7 minutos en 23 partidos en la temporada 2017-18, su última temporada como universitario.
Tras no ser elegido en el Draft de la NBA de 2018, en marzo de 2018 se marcharía a Israel para jugar en las filas del Hapoel Jerusalem B.C. de la Ligat Winner.
El 17 de mayo de 2020, firma por el Hapoel Eilat B.C. de la Ligat ha'Al israelí.